# Michholz

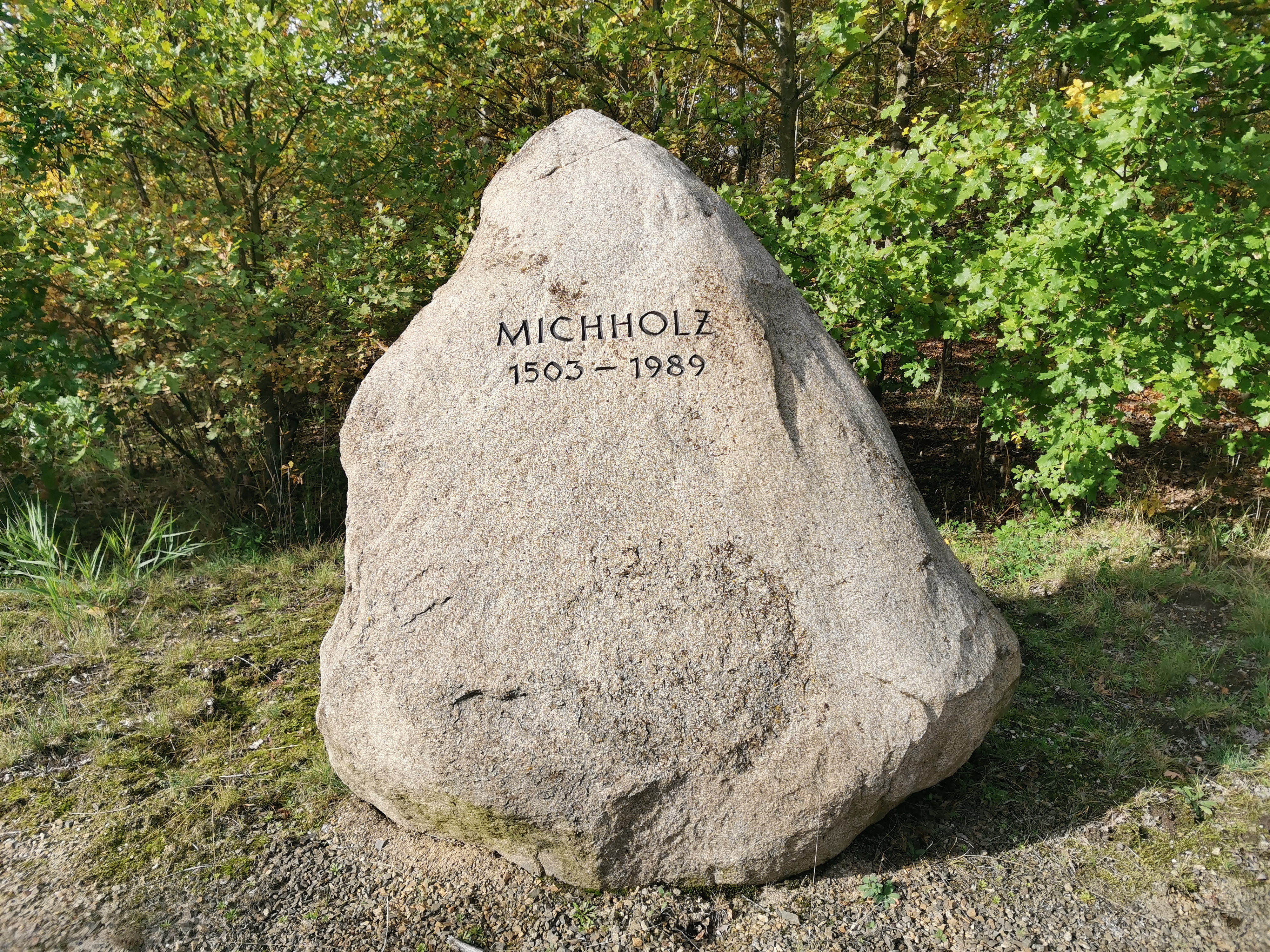
Findling am Ortsdenkmal Michholz

Michholz war eine Kolonie des Ortes Wolkenberg in der Niederlausitz, die 1989 vollständig umgesiedelt und später vom Braunkohlentagebau Welzow-Süd abgebaggert wurde.

## Lage

Michholz auf einem Messtischblatt von 1919

Michholz lag nordwestlich von Spremberg.
Die Siedlung existiert nicht mehr. An den Ort erinnert heute eine Erinnerungsstätte mit einem Gedenkstein mit der Inschrift „Michholz 1503–1989“. Der Findling steht an einer Stelle in der Nähe der ehemaligen Ortsmitte unweit des Gedenksteins von Dollan.

## Geschichte
Die Geschichte ist eng mit der Wolkenbergs verbunden, das als Teil der Herrschaft Cottbus schon früh zur Mark Brandenburg gehörte und zusammen mit Stradow, Straußdorf und Jessen eine Exklave innerhalb des seit 1370 böhmischen und ab 1635 sächsischen Markgrafentum Niederlausitz bildete, zu dem etwa die Nachbardörfer Roitz und Pulsberg gehörten. Erst 1815 im Zuge des Wiener Kongress wurde der Ort in den neu geschaffenen Landkreis Spremberg eingegliedert, der zum Regierungsbezirk Frankfurt/Oder der Provinz Brandenburg gehörte. Im Jahr 1867 wurden nur vier Gehöfte gezählt.
Michholz lag im niedersorbischen Siedlungsgebiet. Der Anteil der Sorbisch sprechenden Einwohner verringerte sich jedoch im Laufe der Zeit. Während 1884 in der gesamten Gemeinde Wolkenberg noch 318 sorbische Einwohner und nur 11 deutsche Einwohner durch von Arnošt Muka gezählt werden konnten, konnte Ernst Tschernik 1956 nur noch drei sorbische Einwohner zählen.
Gemeinsam mit dem Ort Wolkenberg wurde Michholz 1988/89 abgerissen und die Bewohner umgesiedelt. Eine amtliche Zahl gibt es nicht. Der Ortsflur gehört seit 1991 zur Stadt Spremberg. Das Gebiet ist heute wieder rekultiviert.